# David González Díaz (futbolista)
David González Díaz (Oviedo, 20 de enero de 1990) es un exfutbolista y entrenador de fútbol español. Jugaba de centrocampista y actualmente dirige al Deportivo Covadonga de la Segunda División RFEF, cuarto nivel del fútbol de España.

## Trayectoria

### Como jugador
Es un centrocampista formado en la cantera del Real Oviedo, FC Barcelona y Málaga CF. Más tarde, formaría parte equipos como el Cádiz CF, Real Oviedo Vetusta, Caudal Deportivo en dos etapas, Macclesfield Town y Deportivo Covadonga.

### Como entrenador
Tras colgar las botas el 1 de mayo de 2022, en la temporada 2022-23 dirige al Juvenil "B" del Deportivo Covadonga, con el que logró el ascenso a Liga Nacional por primera vez su historia y logró la permanencia en la temporada siguiente.
En la temporada 2023-24, se convierte en entrenador del Juvenil "A" del Deportivo Covadonga en División de Honor y hasta el parón navideño logró los mejores números en 15 jornadas.
El 15 de enero de 2024, tras la destitución de Manolo Simón, se hace cargo del primer equipo del Deportivo Covadonga en la Segunda División RFEF, debutando ante la Arandina CF, logrando la victoria por dos goles a uno.

## Clubes

### Como jugador
| Club                 | País    | Año       |
| -------------------- | ------- | --------- |
| Real Oviedo          | España  |           |
| FC Barcelona Juvenil | España  | 2006-2008 |
| Málaga B             | España  | 2008-2010 |
| Málaga CF            | España  | 2010      |
| Cádiz CF             | España  | 2010-2011 |
| Real Oviedo Vetusta  | España  | 2011-2012 |
| Caudal Deportivo     | España  | 2012-2014 |
| Macclesfield Town    | England | 2014-2015 |
| Caudal Deportivo     | España  | 2015-2017 |
| Deportivo Covadonga  | España  | 2020-2022 |

### Como entrenador
| Club                | País   | Año             |
| ------------------- | ------ | --------------- |
| Deportivo Covadonga | España | 2024-actualidad |

## Palmarés

### Como jugador
- Internacional español en categorías inferiores.
- Disputó los play-offs de ascenso a Segunda B con el Málaga B (2008/09).
- Campeón de un Europeo Sub-17 con España (2007).[3]